# Younis Shalabi
Younis Shalabi (يونس شلبي) född 13 maj 1941, död 12 november 2007 var en  egyptisk skådespelare och populär komiker. Han uppvisade sin stora komiska talang på såväl teater, film och tv. I teaterpjäsen Madrast Al Mushaghibeen nådde han erkännande över hela arabiska världen tillsammans med Adel Imam, Saeed Saleh och Ahmad Zakiett. Hans roller var ofta kontrastrika och rörde sig mellan utklädd till kvinna till gravt mentalsjuk patient. 
Hans sista film blev Ameer Al Thalam (2002) där även Adel Imam medverkade och hans sista tv-framträdande var i dramat Ahlam Mu'ajala där han spelade mot Saeed Saleh, Abdallah Farghali och Laila Taher.
Younis dog vid 66 års ålder efter att ha legat i koma i sviterna av en långvarig och svår sjukdom. 